# KUSHIDA
KUSHIDA（クシダ、1983年5月12日 - ）は、日本の男性プロレスラー。東京都大田区出身。新日本プロレス所属。血液型B型。専修大学卒業。本名および旧リングネーム：櫛田 雄二郎（くしだ ゆうじろう）。

## 来歴

### 少年時代
1983年5月12日、東京都大田区に生まれる。5歳上の兄の影響で、物心ついたときからプロレスにのめり込む。プロレス雑誌を読み漁ったり、テレビ観戦や会場へ足を運ぶなどして熱中し、武藤敬司をヒーロー視していた。プロレスに傾倒していたKUSHIDAが、プロレスラーを夢見るようになったのも同時期である。小学5年のころプロレスラーになることを見据えて、バスケットボールを始めた。
1998年春、高田延彦の主宰する髙田道場が設立。中学のバスケットボール部を引退した6月ごろより、高田道場へ本格的に通い始め、安達巧の指導のもとレスリングのトレーニングを開始する。

### 総合格闘技 - プロレスデビュー
2003年1月、総合格闘技団体ZSTにおける水野健次戦で総合デビューを果たす。2004年にはジェネシス・ライト級トーナメントで優勝を飾るなど、総合では無敗を誇る活躍を見せた。結果を残したことで、総合格闘技界からは多数のオファーが来ていたが、当初の目標であった「プロレスラーになりたい」という思いは変わらず、全てのオファーを断ると、2005年に専修大学を1年間休学し、プロレス修行のために自費で単身メキシコへ渡った。オリエンタルが主宰するアステカ・ブドウカン道場でトレーニングを積み、9月16日のアレナ・ネサ大会のブラック・スパイダー & カン・スタン組を相手にプロレス・デビュー戦を果たす。また、現地では覆面レスラー、YUJIROとしても活動した。

### ハッスル

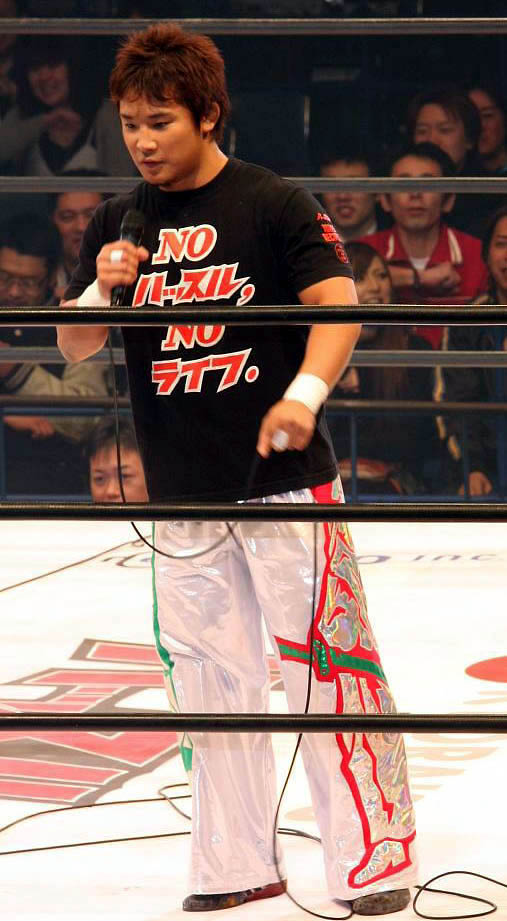
ハッスル所属時代のKUSHIDA（2008年）

2006年2月10日、後楽園ホールで行われたハッスルが主催するハッスル・オーディション2006に参加。選考から外されてしまうが、その素質を買われて練習生として同団体に入団する。TAJIRIの内弟子となって下積み生活を経験し、9月7日のハッスル・ハウス Vol.20にて、TAJIRIと共に高田モンスター軍の赤鬼蜘蛛 & 青鬼蜘蛛組を相手に日本でのデビューを果たし、赤鬼蜘蛛から超新星ラナでピンフォール勝ちを収めた。2007年からは、「もっと、プロレスの試合がしたい」という感情が沸き上がったことから、アパッチプロレス軍、ドラディションといった他団体に参戦。7月には本名である櫛田雄二郎の名義で、全日本プロレスに参戦を果たし、2008年2月には、全日本が主催するPLAYBOY CHANNEL NIGHTのU-30タッグ・トーナメントにてT28とのタッグで優勝。3月にはT28と共に、ジュニア・タッグリーグ戦にも出場し、公式リーグ戦ではカズ・ハヤシから大金星となる勝利を挙げた。
2009年に入ると、高田モンスター軍のREY大原と熾烈な抗争を繰り広げ始め、2月19日の後楽園大会にてNWAインターナショナル・ジュニアヘビー級王座を保持する大原と対戦。自身の髪を賭けて臨んだKUSHIDAだったが、大原のベルト攻撃からピンフォール負けを喫してしまい、試合後にモンスター軍の手によって丸刈りにされた。しかし、納得のいかないKUSHIDAはこの裁定に抗議。協議の結果、時間無制限での再試合を行うことが発表され再び大原と交戦したが、モンスター軍のセコンド乱入によってリング上が混乱状態に陥り、ノーコンテスト裁定が下され不透明決着となった。大原と決着を果たすべく、3月25日の後楽園大会にて大原はベルト、KUSHIDAはハッスル追放を賭けたアディオス・コントラ・カンペオナートの試合形式で、再び大原とタイトルマッチで対戦したが、最後はデビルレイに敗れてハッスルを追放された。

### SMASH
2009年3月末をもってハッスルを退団したKUSHIDAは、再びメキシコ、カナダ、アメリカといった海外のプロレス団体を転戦。
2010年にはTAJIRIが新たに旗揚げしたSMASHに合流し、所属選手として日本に帰国。3月26日の新宿FACEにて行われた旗揚げ興行のメインに登場し、ハッスル所属時代に因縁のある大原はじめと対戦。ミッドナイト・エクスプレスで勝利を収めた。これを皮切りに、大会を重ねる毎に目覚ましい成長ぶりを見せていく。5月8日には新日本プロレスが主催するSUPER J TAGトーナメントに外道と共に出場。双方のファイトスタイルの相違が原因で仲間割れを起こしてしまい二回戦で敗退。同時に外道との遺恨が芽生えるようになる。その後、新日本に継続参戦するようになり、同団体が主催するBEST OF THE SUPER Jr.（以下「BOSJ」）に初出場を果たす。予選落ちが確定し、その最終戦である13日に外道とのシングルマッチが組まれていたが、負傷した外道のリザーバーとして登場した矢野通に一方的に叩きのめされ敗戦。試合後にはテーピングでロープに縛り付けられてしまい、外道から竹刀攻撃を喰らってしまうも棚橋弘至に救出され、事なきを得る。翌19日、DOMINION 6.19にて、矢野によって髪を刈られるピンチに陥った棚橋の救援に駆けつける。後から登場したTAJIRIと共に矢野の暴挙を阻止することに成功し、バックステージにて棚橋とTAJIRIとのトリオ、タナスマを結成。同月に開催されたJ SPORTS CROWN〜無差別級6人タッグトーナメント〜では、棚橋とTAJIRIと共に出場して準優勝という戦績を残した。7月19日、未だ遺恨の潰えていない外道と対戦し、ミッドナイト・エクスプレスでピンフォール勝ちを収め、抗争に終止符を打った。

### 新日本プロレス

#### 2011年
2月25日、SMASH.14の舞台で新日本プロレスに円満移籍することを発表、3月8日に入団会見を行った。新日本への移籍発表後、同月19日にプリンス・デヴィットが保持するIWGPジュニアヘビー級王座に初挑戦。同月31日に開催されたSMASH.15にて、大原はじめとのシングルマッチをもってSMASHを退団し、4月1日付で正式に新日本所属選手となった。
4月3日、NEW DIMENSIONにて真壁刀義とタッグを組み、小島聡 & TAKAみちのく組を相手に新日本所属デビュー戦を行ったが、TAKAのみちのくドライバーIIに敗れた。8月14日、G1 CLIMAX最終日のセミファイナルで行われたIWGPジュニアタッグ戦終了後、IWGPジュニアヘビー級王者である飯伏幸太に同王座への挑戦を直訴し、飯伏がこれを承諾し対戦カードが決まる。しかし、飯伏が古傷の左肩を脱臼したために王座を返上。急遽、IWGPジュニア王座決定戦として、9月19日に前王者のデヴィットと対戦。序盤デヴィットを圧倒するも徐々に追い込まれ、最後はブラディサンデーに敗れた。11月12日のPOWER STRUGGLEでは、タイガーマスクと共にIWGPジュニアタッグ王座を保持するノー・リモーズ・コープス（デイビー・リチャーズ & ロッキー・ロメロ）と対戦したがコントラクトキラーに敗れた。

#### 2012年

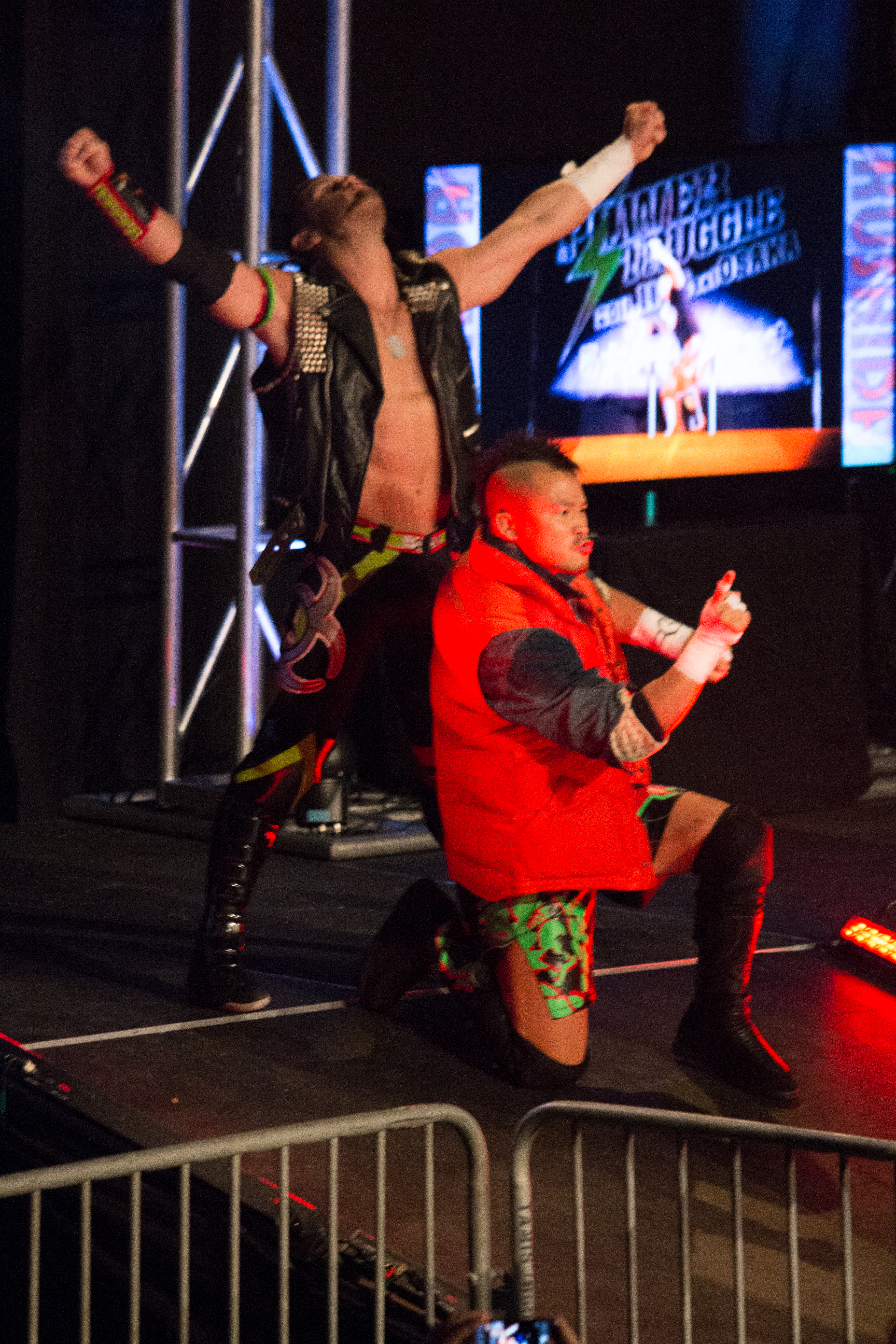
タイム・スプリッターズとして活動するKUSHIDAとアレックス・シェリー（2014年）

8月26日、サクラメントを拠点とするサクラメント・レスリング・フェデレーションに参戦。同団体の主催興行にて、フォーエバー・フーリガンズ（ロッキー・ロメロ & アレックス・コズロフ）に襲撃を受けていたアレックス・シェリーを救出。のちにシェリーが新日本に定期参戦したことでタッグチームを結成。チーム名は、新日本の歴史と闘いながら新たな時間軸を作るという意味を込めて、タイム・スプリッターズ（Time Splitters）と命名。KING OF PRO-WRESTLINGにて、シェリーと共にフーリガンズが保持するIWGPジュニアタッグ王座に挑戦したが敗戦。それでも次期シリーズで開催されたSUPER Jr. TAG TOURNAMENTではシェリーとのタッグで出場。決勝戦でApollo 55（プリンス・デヴィット & 田口隆祐）から勝利を収めて優勝を果たし、ジュニアタッグ王座の挑戦権を獲得。POWER STRUGGLEにて再びフーリガンズと対戦し、勝利を収めてジュニアタッグ王座を奪取した。

#### 2013年
2013年上半期は、シェリーと共にジュニアタッグ戦線の中心を担う存在として活躍し、ジュニアタッグ王座を巡ってフーリガンズと抗争を繰り広げていくようになる。THE NEW BEGINNINGでは、そのフーリガンズを相手に勝利を収めるも、レスリングどんたくにて敗北を喫したため王座から陥落。その後、BOSJ公式リーグ戦でKUSHIDAはコズロフ、シェリーはロメロから勝利を収めたことで、再びジュニアタッグ王座への挑戦をアピール。DOMINION 6.22にて五度目の対戦を行ったが、コントラクトキラーに敗れて王座奪取には至らず。この一戦に敗北を喫したことで王座戦線から後退したものの、DESTRUCTIONにてタイチ & TAKAみちのく組を相手に勝利を収めたことで、王座挑戦の望みをつなげることに成功。KING OF PRO-WRESTLINGにて挑戦が決定したが、シェリーが椎間板ヘルニアのために欠場し、ジュニアタッグ王座の挑戦も取り消された。

#### 2014年
4月12日、WRESTLING WORLD 2014 in 台湾にて、NEVER無差別級王座を保持する石井智宏と対戦したが、垂直落下式ブレーンバスターに敗れた。
5月、BOSJに出場。5勝2敗という成績で予選を1位で通過し決勝トーナメントに進出する。6月8日、国立代々木競技場・第二体育館にて、準決勝戦でタイチを下し、決勝戦でリコシェと激突するも、最後はピンフォール負けを喫し準優勝に終わった。
6月21日、DOMINION 6.21にて、シェリーと共にIWGPジュニアタッグ王座を保持するヤング・バックス（マット・ジャクソン & ニック・ジャクソン）と対戦し、勝利を収めて同王座2度目の戴冠を果たす。7月4日、KIZUNA ROAD後楽園ホール大会のメインイベントに登場し、IWGPジュニアヘビー級王座を保持する飯伏幸太と対戦して勝利。第68代王者となり、ジュニアタッグと併せて二冠王に輝いた。
9月21日、DESTRUCTION in KOBEにて、IWGPジュニア王座の初防衛戦として田口隆祐と対戦するも、アンクルホールドでギブアップ負けとなり王座陥落。さらに11月8日、POWER STRUGGLEにて、レッドラゴン（カイル・オライリー & ボビー・フィッシュ）に敗北を喫し、ジュニアタッグ王座も手放した。

#### 2015年
5月、BEST OF THE SUPER Jr.に出場。同じブロックに出場していた盟友・シェリーとの対決のみは、シェリーの怪我により行うことが出来なかったものの、1敗のみという素晴らしい成績で予選を突破し決勝へ進出。昨年と同じ代々木の決勝の舞台では、カイル・オライリーとの関節の取り合いを制し、悲願の優勝を遂げた。DOMINION 7.5 in OSAKA-JO HALLにてIWGPジュニアヘビー級王座を保持するケニー・オメガと対戦。セコンドのヤングバックスの介入に苦しめられたが、最後はホバーボードロックでギブアップ勝ちを収め、同王座2度目の戴冠を果たす。その後、リコシェを相手に初防衛に成功したが、DESTRUCTION in OKAYAMAで再びオメガと王座を賭けて対戦。最後はセコンドのカール・アンダーソンの介入によるガン・スタンを喰らい、オメガの片翼の天使に敗れて王座から陥落した。

#### 2016年
1月4日、東京ドーム大会にてIWGP Jr.ヘビー級王者であるオメガに挑戦し、前方回転エビ固めで勝利を収め第73代王者となり、ACH、BUSHI、ウィル・オスプレイ、獣神サンダー・ライガー、オスプレイ相手に防衛している。
8月、SUPER J-CUP2016に出場し、決勝において鈴木軍の金丸義信を破って優勝した。
9月17日、BUSHIとのIWGPジュニアヘビー級王座戦でピンフォール負けを喫した。
10月11日、BUSHIのバッククラッカーにより試合中首を負傷、さらに試合後リング上にてSANADAのアシストによるパイプ椅子を挟んでのBUSHIのコード・ブレーカーを受け全く動くことが出来ず担架で運ばれる形になってしまった。
11月5日、BUSHIの持つIWGPジュニアヘビー級王座に挑戦し勝利した。

#### 2017年

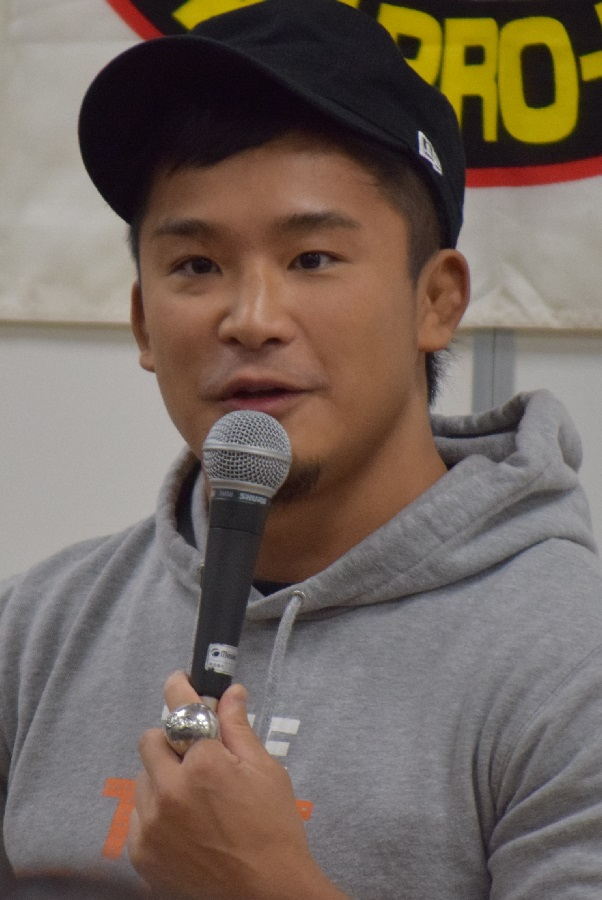
2017-11-04

1月4日、レッスルキングダム11にて高橋ヒロムに敗れ、IWGPジュニアヘビー級王座から陥落。その後、3ヶ月の時を経て、SAKURA GENESIS 2017にてジュニア王座を保持するヒロムと再戦。序盤からホバーボードロックを仕掛けて短期決戦を狙ったが、高橋ヒロムのサンセットフリップ・パワーボムで場外に叩きつけられ失速。最後はTIME BOMBでピンフォールを奪われ、1分56秒という短時間で敗れた。
5月、ROHと新日本による北米ツアー、WAR OF THE WORLDSに参戦。同月7日のトロント大会にてジェイ・リーサルと対戦し、新技のスモールパッケージ・ドライバーで勝利した。ツアー最終戦となる14日の2300アリーナ大会では、ROH世界TV王座を保持するマーティ・スカルと対戦し、スモールパッケージ・ドライバーで勝利を収めた。
5月17日よりBEST OF THE SUPER Jr.24が開幕。Bブロックで4勝3敗という成績を残して決勝へ進出し、6月3日国立代々木競技場第二体育館で行われた優勝決定戦でウィル・オスプレイと対戦。最後はバック・トゥ・ザ・フューチャーで勝利を収め、同大会2度目の優勝を果たした。
6月11日、「DOMINION 6.11」大阪城ホールでIWGPジュニアヘビー級王座の高橋ヒロムに勝ち、第77代王者となった。
6月23日、アメリカ・マサチューセッツ州ローウェルのLowell Memorial Auditoriumで行われたROH世界TV王座選手権試合において、挑戦者マーティ･スカルにバック･トゥ･ザ･フューチャーを決めて勝ち、初防衛に成功。
続けて6月24日、同会場で挑戦者ジェイ・ホワイトにバック･トゥ･ザ･フューチャーを決めて勝ち、2度目の防衛に成功。
帰国してすぐ6月27日、後楽園ホールで行われたKIZUNA ROAD 2017において、IWGPジュニアヘビー級選手権試合が行われ、BUSHIにバック･トゥ･ザ･フューチャーで勝利し、初防衛に成功。その試合後、エル・デスペラードが登場しKUSHIDAの頭部にギターショットを決め、KUSHIDAは退場。デスペラードは次期挑戦をアピールした。
9月16日、エル・デスペラードの挑戦を受け、鈴木軍のダーティーインサイドワークに苦戦するも、最後はバック・トゥ・ザ・フューチャーで勝利した。
9月22日、ラスベガスでのROHの大会にてROH世界TV王座を懸け、ケニー・キングと対戦。6度目の防衛を目指すも敗北してしまい、王座陥落。
10月9日、両国大会にてウィル・オスプレイを相手にIWGPジュニアヘビー級選手権試合が行われる。結果はオスプレイのオスカッター→に敗れ、王座陥落。これによりKUSHIDAは無冠となってしまった。その後のシリーズでは川人拓来とタッグを組み、SUPER Jr. TAG TOURNAMENTに出場するも1回戦敗退。
11月、大阪大会にて自分を破って王者となったオスプレイがマーティ・スカルに敗北。この結果に試合後のリングに登壇し「やっちまったなオスプレイ」と言葉をかけ、新王者スカルに挑戦を表明。しかし、オスプレイがKUSHIDAに対し「ここから去れ！お前に用はない！俺がリマッチを受ける！」と両者がスカルに挑戦表明をする。そこに高橋ヒロムも現れ、こちらも挑戦を表明。さらに「4人でやろうよ」という4WAYマッチの提案にスカルが承諾。これによりIWGPジュニアヘビー級選手権試合4WAYマッチの開催が決定した。

#### 2018年
2018年1月4日、レッスルキングダム12の第6試合にてIWGPジュニアヘビー級選手権試合4WAYマッチを行う。試合後半にスカルのパウダー攻撃から首固めで丸め込まれるも、そこからバック・トゥー・ザ・フューチャーに繋ぐ。しかしオスプレイのロビンソンスペシャルを喰らいピンフォール勝ちには至らなかった。同試合はオスプレイがスカルに勝利し、王座戴冠を逃している。
4月、スカルのリマッチを退けたオスプレイが次の防衛戦相手にKUSHIDAを指名。同年5月、レスリングどんたく最終戦にて防衛戦を行い、オスプレイのストームブレイカーに敗れた。
5月、BEST OF THE SUPER Jr.25 に出場。5勝1敗勝ち点10で4勝2敗勝ち点8の高橋ヒロムとの最終公式戦に挑む。勝てば優勝決定戦進出だったか、ヒロムのDにギブアップ負けを喫し、2連覇の夢が途絶える。
9月、6.9大阪城ホールで王者となった高橋ヒロムが負傷欠場により王座を返上し、IWGPジュニアヘビー級王座決定トーナメントが開催。神戸大会にてBUSHIと対戦し、試合終盤に毒霧を浴びるも、最後はバック・トゥー・ザ・フューチャーで勝利。10月の両国大会での王座決定戦に進出。
10月、アメリカ大会でウィル・オスプレイに勝利したマーティ・スカルと王座決定戦を行い、これに勝利。1年ぶりにIWGPジュニアヘビー級王座を戴冠。

#### 2019年
1月4日の東京ドーム大会で石森太二に敗れ、IWGPジュニアヘビー級王座を失う。
1月7日、1月末の契約満了をもって新日本プロレスを退団することを発表。記者会見では棚橋弘至からの質問に涙を浮かべる一幕もあった。
1月29日の後楽園ホール大会では、新日本所属ラストマッチとして棚橋とのシングルマッチが組まれ、テキサスクローバーホールドで敗戦。試合後にはファンに感謝を告げ、「行ってきます！」という言葉を残し、リングを後にした。
2月20日に一般女性との結婚および長女誕生を発表した。

### WWE

#### 2019年
ニューヨーク時間・4月5日に記者会見を行いWWEへの入団、NXTブランドとの契約を発表した。

#### 2021年
2021年4月13日放送のNXT大会で、王者・サントス・エスコバーとのオープンチャレンジに挑戦してNXTクルーザー級王座を戴冠。WWEでの初戴冠となる。
11月、同じくNXT所属のイケメン二郎とユニット「ジャケット・タイム」を結成。

### 新日本プロレスに復帰

#### 2022年
2022年4月18日までにWWE・NXTを契約解除となる旨がWWEよりKUSHIDAへ電話で通告され、同団体を退団。
2022年6月21日、後楽園ホール大会に来場し、新日本プロレスへの復帰を宣言。高橋ヒロムを相手にIWGPジュニアヘビー級王座を防衛した直後の石森太二に挑戦を表明した。今後はロサンゼルスに居を構え、新日本プロレスの試合開催ごとに来日するという。
7月3日、3年半振りの新日本復帰戦では外道をハンマーロックスープレックスホールドで沈め、復帰戦を勝利で飾ったが、翌日の試合では石森からギブアップ負けを喫し、「IWGPジュニアのベルトは遠いぞ」と挑発ともとれる言葉を投げかけられた。
その後、10月10日にノンタイトル戦ながら石森とのシングルマッチが組まれたが、9月17日より手足口病のため欠場。石森の対戦相手はマスター・ワトに変更となった。
11月21日開幕のSUPER Jr. TAG LEAGUEでケビン・ナイトをパートナーとして復帰。
2023年
4月27日、ケビン・ナイトをパートナーにフランシスコ・アキラ＆TJP組の持つIWGPジュニアタッグ王座に挑戦し勝利。第71代IWGPジュニアタッグ王者となる。
5月、5年ぶりに『BEST OF THE SUPER Jr.』へ出場を果たすも、2勝7敗という結果に終わる。

10月9日、ケビン・ナイトをパートナーにクラーク・コナーズ＆ドリラ・モロニー組の持つIWGPジュニアタッグ王座に挑戦し敗北。
12月、TNAとの契約を発表。
2025年
1月、TNAとの契約満了。

## 人物・エピソード
- 元来のプロレス好き。毎日のように、兄・建太郎とのプロレスごっこにいそしむほど。6～7歳ごろには既にムーンサルトプレスをマスターしていたという[1]。
- 母・幸子によれば、少年時代のKUSHIDAは全く手が掛からず、反抗期もなかったという。小中高を通じて上位の成績かつスポーツ万能。学級委員長を務めることもしばしばで、通知表の備考欄には多くの賛辞が並ぶ模範的な優等生だった。ただしKUSHIDA自身が揉め事を嫌う性格だったため、優等生を演じていた部分が少なからずあったと明かしている[1]。
- 1998年春、高田延彦主宰の髙田道場が、自宅から徒歩圏内かつ電車でも一駅という近距離に設立され心ときめいたという。プロレスラー志望だった当時のKUSHIDAは、「これは運命に違いない」と感じたという[1]。
- 専修大学在学中に、東京スポーツ（以下「東スポ」）編集局でアルバイトをしていた。東スポから正社員としての内定も得ていたが、プロレスラーの夢を捨てきれず内定を辞退している[22]。
- 東スポ勤務時代、同紙の「風俗男セン」の現場に駆り出され、SMイメクラ取材の写真モデルとしてメディアデビューしている。この経験についてKUSHIDAは、「人前に出ることの恥ずかしさというものは、あれでなくなりました」と語っている[23]。
- 映画『バック・トゥ・ザ・フューチャー』の大ファン。アレックス・シェリーとのタッグ名をタイム・スプリッターズと名付けたのも、同作品をこよなく愛するゆえである。2014年1月4日の東京ドーム大会では、けがから復帰したシェリーを、けがをする前の彼を連れてきたという趣旨から、劇中に登場するタイムマシン『デロリアン』に乗って入場する演出を披露した。また、このころより同作品の主人公・マーティ・マクフライの衣装であるデニムジャケットおよびダウンベストを着用して入場するようになった。
- 2014年から3年連続で9月のビッグマッチであるDESTRUCTIONにてIWGPジュニアヘビー級王座防衛に失敗し、王座から陥落するというジンクスを背負っていた。2017年の大会にてエル・デスペラード相手に防衛に成功しジンクスを払拭している。
- 2019年のインタビューにて「BULLET CLUB入りできなかったことが新日本退団の理由」というネット上のうわさに対し「憶測、妄想があたかも事実のように広まるのは本意ではない」とファンへ訴えた。また、プロレスを隅から隅まで見たいという好奇心から退団したとして、希望が通らなかったという説を否定。「好奇心があるとはいえ決断するには相当な勇気が必要だったのでは?」との質問に対し、新日本時代には「チャンピオンになどなれない」、学生時代には「小さいからプロレスラーになれるわけがない」と言われたりして、そのたびに反骨精神が燃えたものだ、と回答した。そして、WWE入りが濃厚視される中で「ネガティブなうわさを口にするレスラーは大体インターネットから情報を仕入れており、WWEでの経験は実際に入団したものしか話せない」と説いた。これらに鑑みれば、KUSHIDAはネットに対し懐疑的なスタンスであるといえる[24]。
- 2021年12月23日、WWEのNXT大会にて試合途中に日本語実況として勝手に登場し、イケメン二郎と即席による試合実況を行った。プライベートなエピソードも交えたマイペースな実況はメディアなどで話題となった[25]

## 戦績
| 総合格闘技 戦績 | 総合格闘技 戦績 | 総合格闘技 戦績 | 総合格闘技 戦績 | 総合格闘技 戦績 | 総合格闘技 戦績 | 総合格闘技 戦績 |
| --------------- | --------------- | --------------- | --------------- | --------------- | --------------- | --------------- |
| 8 試合          | (T)KO           | 一本            | 判定            | その他          | 引き分け        | 無効試合        |
| 6 勝            | 0               | 2               | 3               | 1               | 2               | 0               |
| 0 敗            | 0               | 0               | 0               | 0               | 2               | 0               |

| 勝敗 | 対戦相手 | 試合結果                   | 大会名                                                                   | 開催年月日     |
| △    | 佐東伸哉 | 3分3R終了 時間切れ         | ZST - Grand Prix 2 Final Round                                           | 2005年1月23日  |
| ○    | 内山貴博 | 2R 3:10 腕ひしぎ十字固め   | ZST - Battle Hazard 1                                                    | 2004年7月4日   |
| ○    | 内山貴博 | 5分1R終了 判定3-0          | ZST - Grand Prix Final Round 【ジェネシスライト級トーナメント 決勝戦】   | 2004年1月11日  |
| ○    | 磯崎則理 | 1R 1:37 チョークスリーパー | ZST - Grand Prix Final Round 【ジェネシスライト級トーナメント 準決勝戦】 | 2004年1月11日  |
| ○    | 堀友彦   | 5分1R終了 判定3-0          | ZST - Grand Prix Final Round 【ジェネシスライト級トーナメント 2回戦】    | 2004年1月11日  |
| ○    | 上原力   | 5分1R終了 判定3-0          | ZST - Grand Prix Opening Round 【ジェネシスライト級トーナメント 1回戦】  | 2003年11月23日 |
| △    | 堀友彦   | 5分1R終了 時間切れ         | ZST - The Battlefield 4                                                  | 2003年9月7日   |
| ○    | 水野健次 | 1R 3:13 反則               | ZST - The Battlefield 3                                                  | 2003年7月1日   |

## 得意技
高い身体能力を生かした関節技などを中心に、現在のジュニアにおいて独自のスタイルを構築している。そのほか、キックやエルボーの打撃系、さらには現役野球選手の名前に関する技も頻繁に見せる。

### フィニッシュ・ホールド

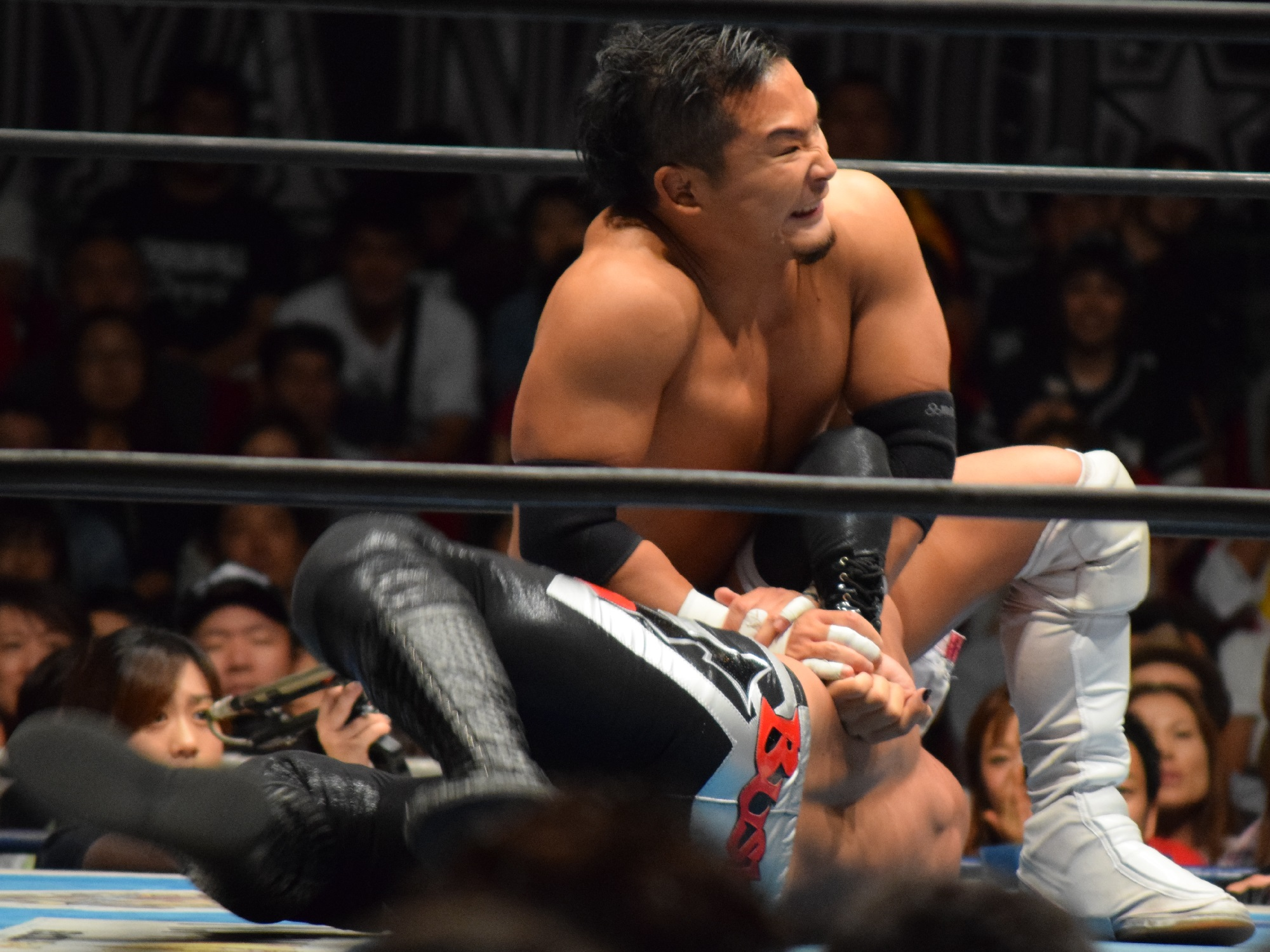
ホバーボードロック
2014年のBEST OF THE SUPER Jr.から使用された関節技で、KUSHIDAのフィニッシュムーブ。（バック・トゥ・ザ・フューチャーが開発されるまで。）
人工衛星ヘッドシザーズの体勢で相手に飛びつき、両足で相手の首を挟み込まず、空中で相手の左腕を捉えて旋回しながらマットに転がり、仰向けに倒れ込んだ相手の腕をダブルリストロックで極める。相手がロープへ逃れられそうになった時は、自らが後方回転をすることでリング中央に戻して再度極めにいくこともある。派生技として、相手の手首を捻りあげて肩関節や手首を痛めつけていく『リストクラッチ式』が存在している。
技名の由来は、KUSHIDAが大ファンであることを公言している映画『バック・トゥ・ザ・フューチャー PART2』の作中で登場する『ホバーボード』から来ており、空中を自在に飛び回りながら相手をとらえていくイメージから名付けられた。
バック・トゥ・ザ・フューチャー
2017年5月のアメリカ遠征中に初公開された技。所謂スモールパッケージ・ドライバーで、現在のKUSHIDAのフィニッシャー。
フィッシャーマンズ・スープレックスの体勢で捉えた相手の体を宙に浮かせ、同時に自らも飛び上がりながら空中で相手の右足を自らの両足で挟み込み、そのまま左半身から落下しながら相手の頭部をマットに叩きつけ、手足のフックを解かずに、そのまま首固めの体勢で固めてフォールに移行する。日本での初公開は2017年5月22日のBEST OF THE SUPER Jr.BUSHI戦。
技名の由来は、KUSHIDAが大ファンである事を公言している映画『バック・トゥ・ザ・フューチャー』から。年頭より高橋ヒロムに連敗を喫したことで、ジュニア戦線から大きく後退してしまったことから「ヒロムによって破壊される前の未来に戻って見せる」という意味合いが込められている。
ミッドナイト・エクスプレス
ムーンサルトプレスの体勢で後方宙返り中に360°錐揉み回転を加えて、自らの体重を浴びせて相手の体の上に落下する。ホバーボードロック開発後は、大一番でのみ解禁している。
技名の由来は、沢木耕太郎の著書『深夜特急』から来ている。
ハンマーロック・スープレックス
前傾姿勢の相手の左腕をハンマーロックの体勢で相手の背中で自身の左腕でクラッチし、相手の首をフロント・ヘッドロックの体勢で自身の右脇下に抱え込んだ状態で後方へ反り投げ、そのままブリッジしてフォールを奪うハンマーロック式・変形スープレックスホールド。

### 打撃技
エルボー
エルボー・スタンプ
逆水平チョップ
エレファントキック
前かがみとなった相手に対して、勢いよく振り上げた右足で相手の顔面目掛けて蹴り上げていく。
劣勢に立たされた状態から反撃に転じるキッカケとなる技のひとつ。
バズソーキック
中腰の相手に対して放つ側頭部への回し蹴り。KUSHIDAの師匠でもあるTAJIRIの代名詞的な技。
ハンドスプリング・エルボー
KUSHIDAの師匠のTAJIRIが得意とする技のひとつ。相手にロープへ振られた際にロープ直前で倒立し、両足にぶつかったロープの反動を生かして後方の相手に向かってバックエルボーを放つ。
ハンドスプリング・ニールキック
ロープへ走った相手の後を追走してロープ際直前で倒立し、振り上げた足を相手の顔面に当てていく。エプロンサイドに控えている相手に対しても放つことがあり、場外へと追いやった後はプランチャ・スイシーダ等で追撃することもある。
延髄斬り
KUSHIDAの延髄斬りは、相手の膝を踏み台にしながら放っていくのが特徴である。エプロンサイドからリング内に立っている相手に対しても繰り出される。
オーバーヘッドキック
主に試合終盤で使用される。自らの背後に立っている相手の頭部に目掛けて放つ蹴り技。
ショルダ・アームブリーカー
KUSHIDAの古典的な腕殺し技のひとつ。ホバーボードロックへの布石として使用する。
セルフ式タイムスプリッターズコンビネーション
アームドラッグの体勢で相手をマットに放り投げた後、側転しながら尻餅をついた相手の正面に移行して低空ドロップキックを放っていく。アレックス・シェリーとのコンビネーションで繰り出されるムーブをKUSHIDAなりにアレンジしたもので、シェリーが新日本にレギュラー参戦しなくなった時期から使用し始めた。
マサヒロ・タナカ（技名）
KUSHIDAが使用するナックルパート。野球の投球フォームのように振りかぶるか如くの動作から相手の喉元に向かって放たれる。
技名の由来は、メジャーリーガーとして活躍したあと日本のプロ野球選手でもある田中将大からで、KUSHIDAの顔と田中に似ていることから名づけられた。
ショウヘイ・オオタニ（技名）
バッティングフォーム式ダブルスレッジハンマー。2018年5月24日に初公開。技名の由来は、プロ野球選手の大谷翔平から。

### 投げ技
オートマティック・ミッドナイト
KUSHIDAの盟友でもあるシェリーが得意としている技のひとつ。ファイヤーマンズキャリーの体勢で相手を肩に担ぎ上げ、担ぎ上げたのとは逆側の腕で頭部を抱え込むようにクラッチし、マットに対して斜めになった相手を抱えた形で後方に倒れこみ、落下させた相手の後頭部や背中を叩きつける。
シェル・ショック
向かい合った相手の首に正面から手を回し、一旦相手の体を後方に反らした状態から勢いそのままに相手を跳ね上げ、後方に倒れ込むことで相手を顔面から落としていく。上記同様、シェリーが使うフェイバリットムーブのひとつだが、KUSHIDAはコーナーポストに背を向けた状態から、走ってくる相手の首を捉えて仕掛けることでそのまま相手をコーナーマットにぶつけていく型を使用している。
スライスブレッド#2
相手に背を向けた状態で相手の頭を抱えながら、コーナーポストを駆け上がって後方回転し、真後ろに倒れ込みながら相手の後頭部をマットに叩きつける。この技も、シェリーが得意技として使用しているもので、仕掛ける前にシェリーの決めポーズでもある「心臓を捧げよ（右手の拳を左胸に当てる）」のポーズを決めた後に繰り出される。
ジャーマン・スープレックス
ドラゴン・スープレックス
KUSHIDAが得意とするスープレックス技。稀に使用される。
超新星ラナ
ハッスル所属時代のKUSHIDAのフィニッシャーで、ウラカン・ラナ・インベルティダと同型。

### 関節技
腕ひしぎ逆十字固め
KUSHIDAが頻繁に使用する関節技。
アームドラッグの体勢で放り投げて空中で腕が絡んでいる相手に対してそのまま極めたり、コーナーポスト最上段に立つ相手の腕を巻き込みようにしてマットに落下させながら極めていく等、様々な場面で活用している。
9469
読みは「クシロック」。
相手の背中に膝を置き体重をかけ、手で相手の首を反り上げる変形式のキャメルクラッチ。ミッドナイト・エクスプレスに並ぶフィニッシャーとして使用されていたが、TIME SPLITTERS結成以後から使われなくなった。
ラ・ミスティカ
フィギュア・フォー・レッグロック

### 飛び技
ムーンサルトプレス
上述ミッドナイト・エクスプレスへのフェイント技として使用。KUSHIDAが幼少時代より既に習得していた技で、美しいフォームで放たれる。その場飛び式で使用することもあり、タッグマッチの際には、二人同時に押しつぶす型も存在している。ハッスル所属時代は「超新星プレス」の名称でフィニッシャーとして使用された。
ブレーン・チョップ
主にタッグマッチ時に使用。パートナーからタッチを受け、トップロープ上でバウンドをつけながら相手の脳天に手刀を振りかざすスワンダイブ式を使用。
スワンダイブ式ミサイルキック
エプロンサイドからトップロープに飛び乗り、ロープの反動をつけてから放つミサイルキック。エプロンサイドからの延髄斬りを相手に繰り出し、追撃するような形で仕掛けることが多い。
トペ・コンヒーロ
トップロープを掴んでから放つ一般的な形の他にトップコーナーから放っていく型も使用する。

### フォール技
ジャパニーズ・レッグロール・クラッチ・ホールド
KUSHIDAがコンスタントに使用しているクイック技のひとつ。タッグマッチやトリプルスレットマッチの時は、相手を転がしてブリッジで押さえ込む段階でカットに入ってきた相手の攻撃をかわし、背後から腰に手を回してジャーマン・スープレックスで投げつけ、二人同時にフォールを奪う型が存在する。

## タイトル歴

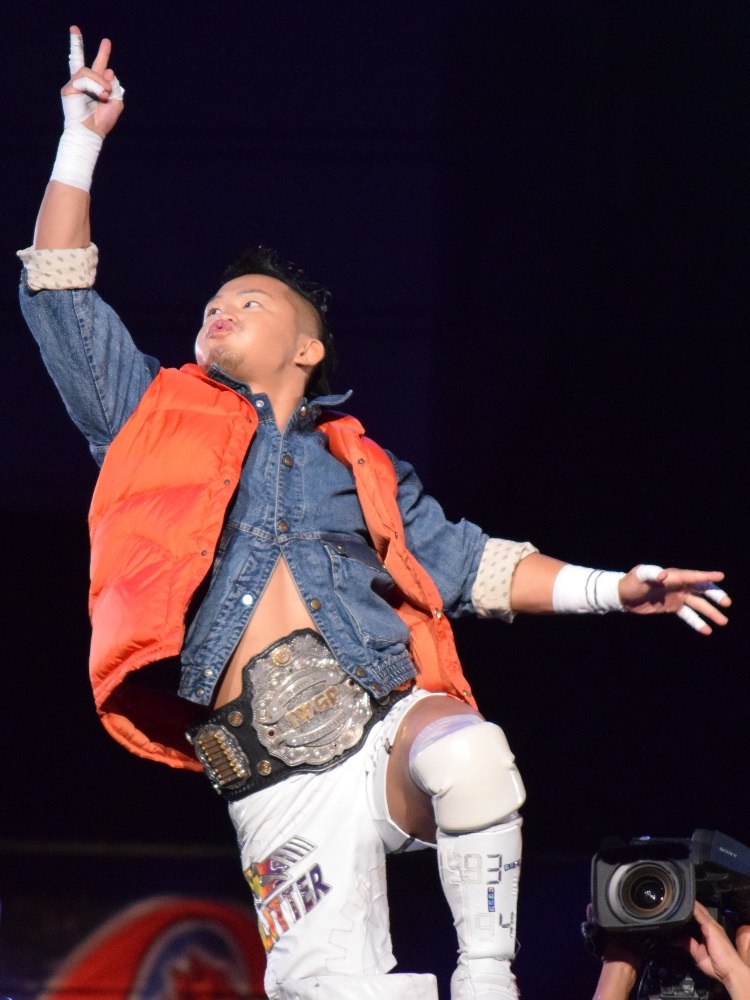
IWGPジュニアヘビー級王座を腰に巻くKUSHIDA

### プロレス
WWE
- NXT・クルーザー級王座 : 1回

新日本プロレス
- IWGPジュニアヘビー級王座 : 6回（第68、71、73、75、77、82代）
- IWGPジュニアタッグ王座 : 3回（第34、38、71、76代）

パートナーはアレックス・シェリー→ケビン・ナイト。
- BEST OF THE SUPER Jr. 優勝 : 2回（2015年、2017年）
- SUPER J-CUP 優勝 : 1回（2016年）
- SUPER Jr. TAG TOURNAMENT 優勝 : 1回（2012年）

パートナーはアレックス・シェリー。
全日本プロレス
- U-30タッグ・トーナメント 優勝 : 1回（2008年）

パートナーはT28。
ROH
- ROH世界TV王座 : 1回（第15代）

WCPW
- プロレス・ワールドカップ 優勝 : 1回（2017年）

### MMA
ZST
- ジェネシスライト級トーナメント 優勝 : 1回（2004年）

## 入場テーマ曲
- New Moon
- Red Star
- KUSHIDA MAKES YOU ROCK

2012年1月 - 2019年1月まで使用。作曲者はGEEKS。
ビッグマッチやタイトルマッチでは、映画「バック・トゥ・ザ・フューチャー」のテーマソングを前奏に加えて入場する場合もある。
- KEEP ON BURNING[26]

新日本プロレス移籍後のテーマ曲。2011年6月 - 2011年12月まで使用。
- Jump / Van Halen

新日本移籍前より使用していたテーマ曲。

## 著述

### 連載
- 本棚ストーリー（2016年5月21日 – 、ホンシェルジュ）[27]

### 小説
- 東京ドーム（2016年、新潮ムック『NEW WORLD』掲載）[28]